# Stazione di Greenford Sud
La stazione di Greenford Sud è una stazione situata a Greenford, nel borgo londinese di Ealing, situata lungo la diramazione di Greenford.

## Movimento
La stazione è servita da treni locali della Great Western Railway.
Nel 2019 risultò la stazione meno usata fra le quasi mille di Londra.

## Interscambi
Nelle vicinanze della stazione effettua fermata una linea automobilistica urbana, gestita da London Buses.
- Fermata autobus